# Triaenodes fortunio
Triaenodes fortunio là một loài Trichoptera trong họ Leptoceridae. Chúng phân bố ở miền Ấn Độ - Mã Lai.